# Почтово-налоговая марка в пользу Западного Берлина

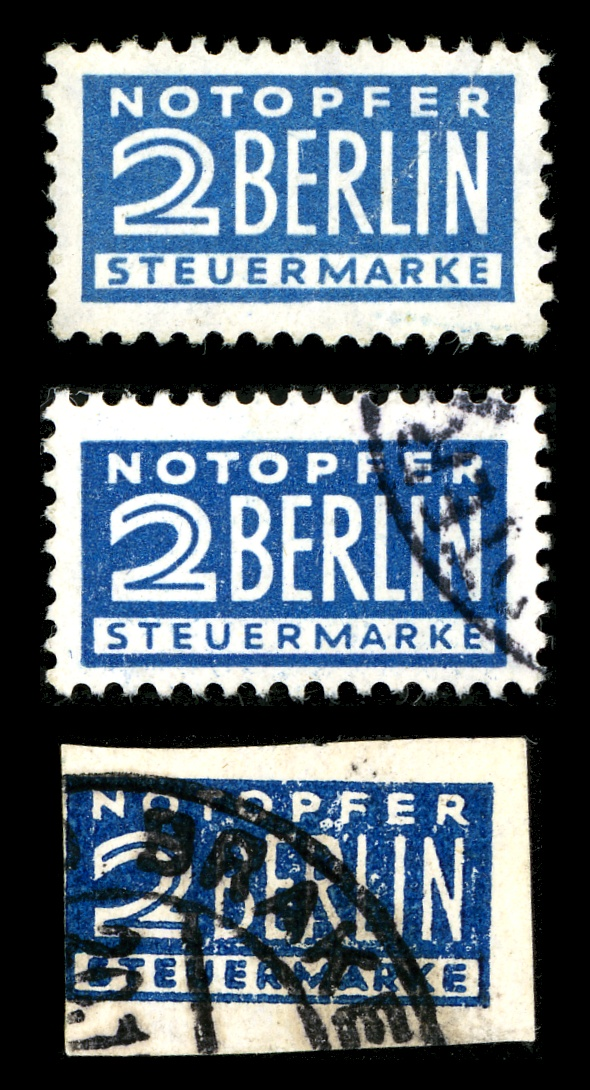
Почтово-налоговые марки в пользу Берлина: сверху вниз — зубцовая чистая, зубцовая гашёная и беззубцовая гашёная (Западная Германия, 1948—1956; увеличенные изображения)

Почто́во-нало́говая ма́рка в по́льзу За́падного Берли́на (нем. Notopfermarke, Notopfer Berlin) — разновидность почтово-налоговых марок, выпускавшихся в 1948—1950 годах и применявшихся в Западной Германии с 1 декабря 1948 по 31 марта 1956 года для взимания средств, которые направлялись на нужды жителей Западного Берлина (Sc #RA1—RA6).

## История

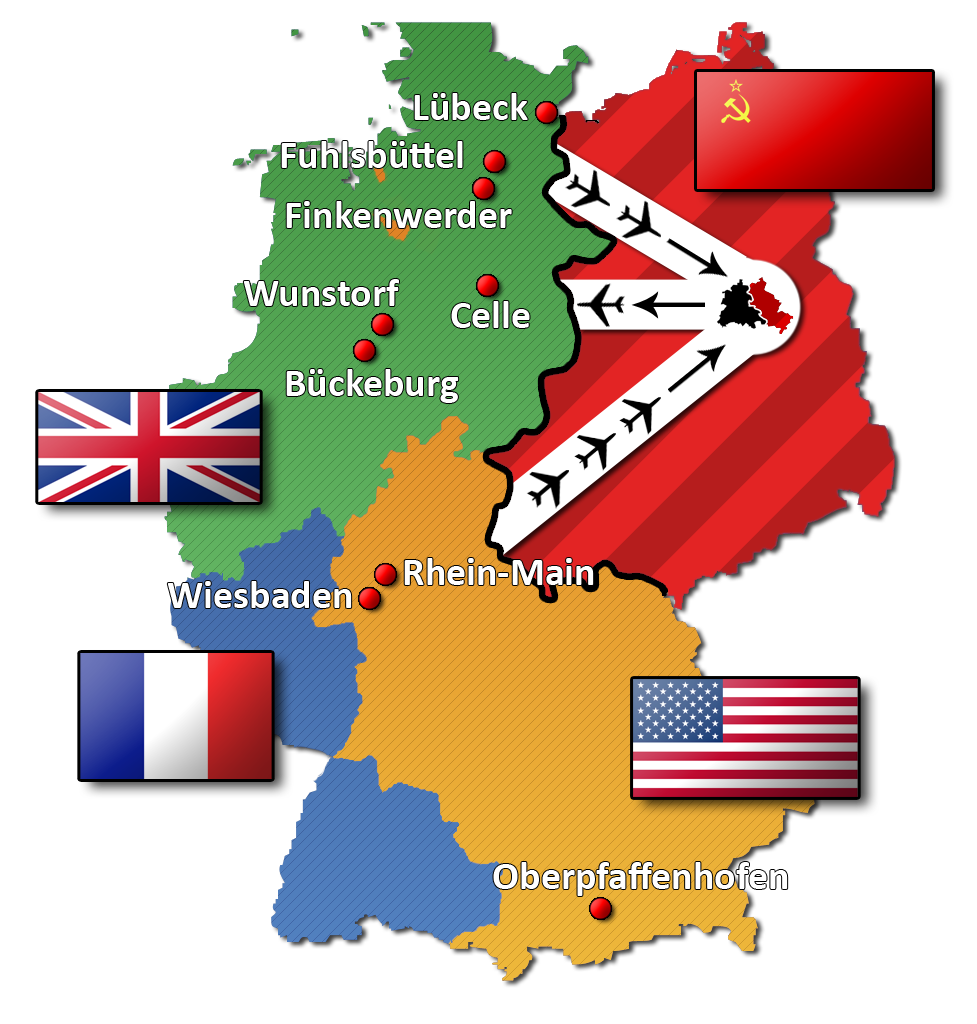
Коридоры воздушного моста во время блокады Западного Берлина

В июне 1948 года западные союзники провели в одностороннем порядке денежную реформу в своей зоне оккупации, отменив деньги старого образца. В результате этого вся денежная масса старых рейхсмарок хлынула в Восточную Германию, что вынудило советские оккупационные власти закрыть границы, полностью блокировав тем самым и Западный Берлин, не входивший в зону советской оккупации.
После организации союзниками воздушного моста, прорвавшего блокаду Западного Берлина, экономический совет зоны англо-американской оккупации (Wirtschaftsrat des Vereinigten Wirtschaftsgebietes) принял 8 ноября 1948 года закон, называвшийся «Gesetz zur Erhebung einer Abgabe Notopfer Berlin im vereinigten Wirtschaftsgebiet» («О взимании налога на нужды Берлина в объединённой экономической зоне»). В соответствии с этим законом на бо́льшую часть внутригерманских почтовых отправлений (кроме отправлений в Западный Берлин и ГДР) дополнительно к стандартному почтовому сбору наклеивалась специальная налоговая марка принудительной доплаты номиналом в 2 пфеннига (при стоимости простого письма 20 пфеннигов). Доход от продажи марок направлялся в пользу нуждающихся жителей Западного Берлина. Закон действовал до 31 марта 1956 года. Без этих марок письма не доставлялись, а возвращались отправителю, если был указан обратный адрес. Если обратного адреса на конверте не было, то спустя определённое время такие письма вскрывались на предмет установления из содержания письма адреса отправителя и в случае его отсутствия уничтожались в официальном порядке.

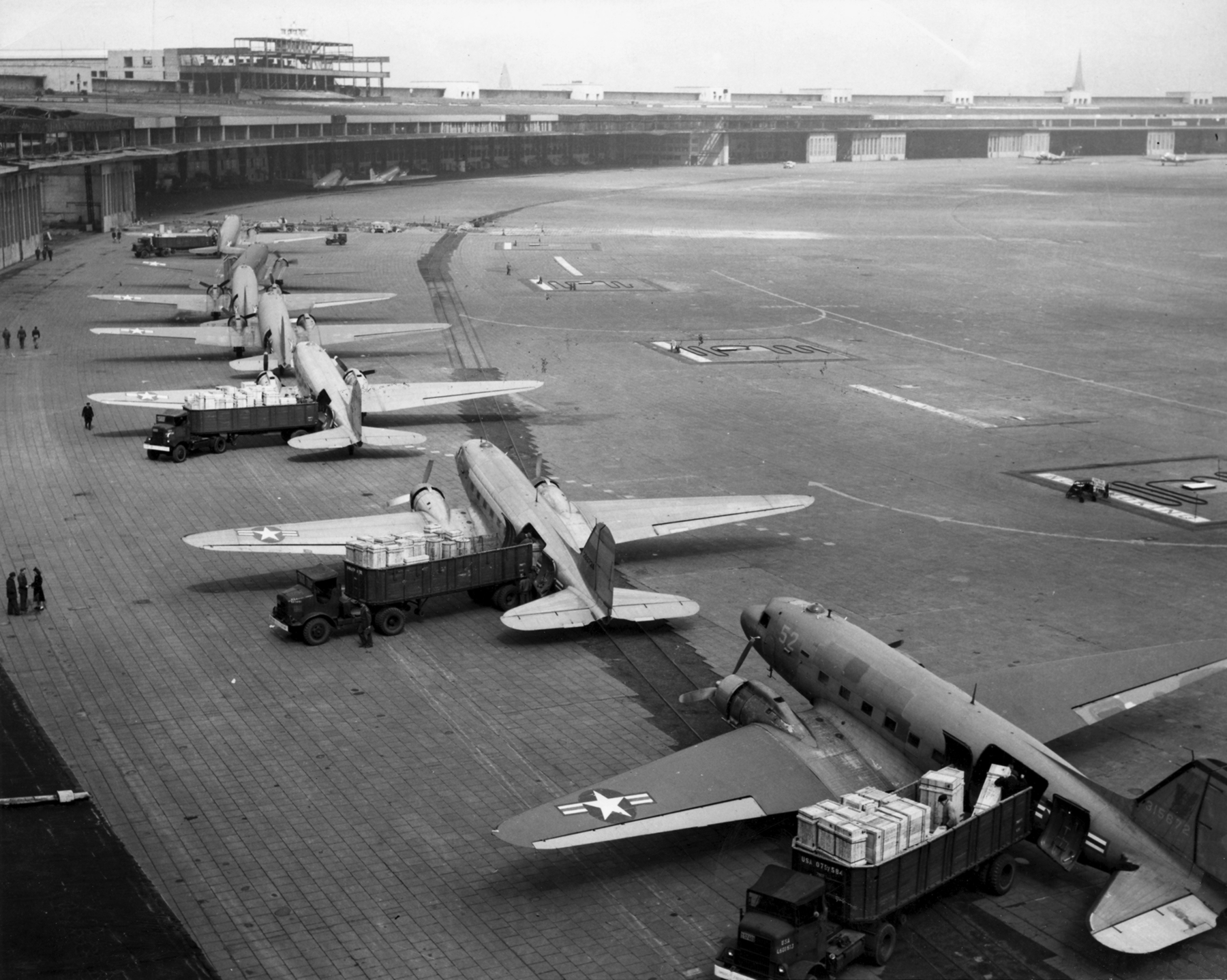
Самолёты западных союзников C-47 Skytrain на западноберлинском аэродроме Темпельхоф во время разгрузки контейнеров с гуманитарной помощью и почтой (1948)

Почтово-налоговые марки начали применяться в Бизонии с 1 декабря 1948 года. Во французской зоне оккупации отказались от сбора налога для жителей Берлина, так как собирали налоги на собственное жилищное строительство и выпускали собственные почтово-налоговые марки («Wohnungsbauabgabe»). С 1 января 1950 года налог начал взиматься на всей территории Федеративной Республики Германии, одновременно от него были освобождены печатные издания. Почта оккупационных властей и консульств была также освобождена от сбора.
Известно, что на протяжении пяти лет использования этих марок было продано более 17 млрд экземпляров, что составило 340 млн немецких марок, которые были направлены на оказание помощи находившимся в бедственном положении жителям Западного Берлина. За семилетний период хождения марок выручка от их продажи достигла почти 430 млн немецких марок.

## Описание

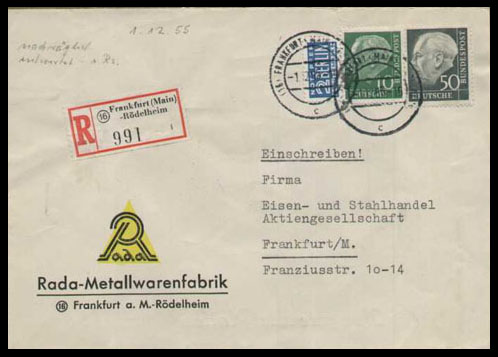
Конверт заказного письма с маркой в пользу Западного Берлина (1955)

Марки синего цвета, вытянутой прямоугольной формы, размером 18 × 9 мм. Первоначально были выпущены без зубцов, но вскоре их стали перфорировать. На марках нанесены надписи: «Notopfer», «2» (номинал), «Berlin» и «Steuermarke» («налоговая марка»). Для печатания марок использовалась бумага с водяными знаками «мраморный узор» (англ. marbleized pattern) и «множественные d и p» (d p multiple).
Марки «Notopfer Berlin» и их разновидности каталогизированы в американском каталоге почтовых марок «Скотт», немецком «Михеле» и др. Так, по Скотту, беззубцовые марки имеют номера RA1 и RA3, а с перфорацией — RA2, RA4—RA6. Водяной знак «множественные d и p» характерен для первых марок 1948 года (Sc #RA1, RA2), для последующих выпусков 1948—1950 годов (Sc #RA3—RA6) применялась бумага с «мраморным узором». Перфорированные марки были произведены с самыми различными вариантами зубцовки и даже в рулонном виде. Некоторые из них выпускались местными почтовыми отделениями и частными организациями.

## Филателистическое изучение
21 октября 1972 года в Западной Германии несколькими филателистами-энтузиастами была создана рабочая группа по изучению марок «Notopfer Berlin» и «Wohnungsbauabgabe» (Arbeitsgemeinschaft «Notopfer- und Wohnungsbaumarken» e.V.), которая является подразделением Союза немецких филателистов.